# دیوید فیشروف
دیوید فیشروف (بلغاری: Давид Фишеров؛ زادهٔ ۳ نوامبر ۱۹۹۸) وزنه‌بردار اهل اتریش و بلغارستان است.
وی در مسابقات کشوری و بین‌المللی در مجموع برندهٔ ۱ مدال طلا، ۱ مدال نقره شده‌است.